# Salassa tonkiniana
Salassa tonkiniana är en fjärilsart som beskrevs av Le Moult 1933. Salassa tonkiniana ingår i släktet Salassa och familjen påfågelsspinnare. Inga underarter finns listade.